# Мынъу-Шивэй
Мэнъу-Шивэй (кит. упр. 蒙兀室韦苏木, пиньинь Méngwù-Shìwéi sūmù) — сомон (административная единица волостного типа) в составе городского уезда Аргунь-Юци (Эргуна) городского округа Хулун-Буир автономного района Внутренняя Монголия.
Центр сомона — село Шивэй. В 2001—2011 оно входило в состав Шивэй-Русской национальной волости и было центром. Сомон Мэнъу-Шивэй в современной форме был создан 21 июня 2011 г. правительством Внутренней Монголии, когда оно разделило Шивэй-Русскую национальную волость, организовав на её месте две единицы волостного уровня — Эньхэ-Русскую национальную волость и сомон Мэнъу-Шивэй. Реорганизация уже отражена в китайском эквиваленте ОКАТО.
В качестве мотивов разделения назывались большие размеры Шивэй-Русской волости и связанная с этим трудность управления, а также намерение создать в с. Шивэй — национально-культурно-развлекательный парк «Родина Хамаг-монголов» (蒙兀之源, Мэнъу чжи уюань).